# LIFE+

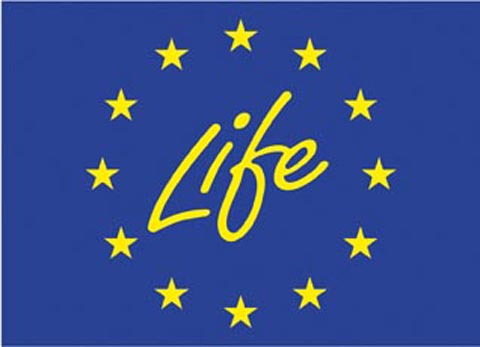
Logo

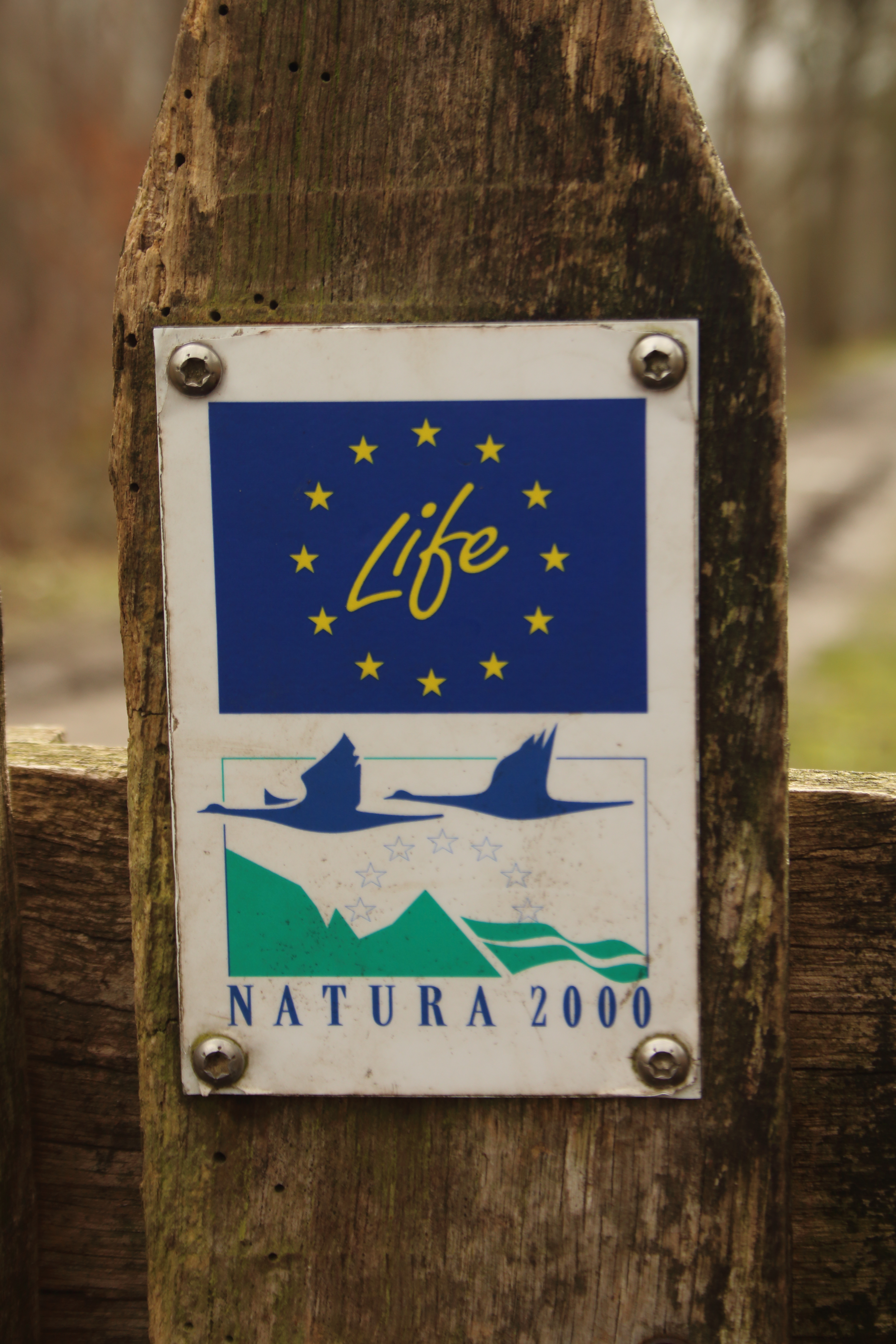
Life-logo in het Maldegemveld

LIFE+ is het co-financieringsprogramma van de Europese Commissie met als doel de ontwikkeling, implementatie, monitoring, evaluatie van het Europese milieu- en natuurbeleid. LIFE staat voor L’Instrument Financier pour l’Environnement.
De focus van LIFE+ volgt uit het zesde Milieuactieprogramma (MAP) en kent drie pijlers:
- Natuur en biodiversiteit
- Milieubeleid en bestuur
- Informatie en communicatie

Het budget voor LIFE+ wordt vastgesteld voor een periode van 7 jaar (2007-2013) en bedraagt circa €2,1 miljard. Voor iedere lidstaat van de EU is een gedeelte van dit budget beschikbaar op basis van inwonertal, wat jaarlijks beschikbaar komt. Voor Nederland is het beschikbare budget in 2009 circa €6,5 miljoen. Minimaal de helft van het budget moet ten goede komen aan de pijler Natuur en Biodiversiteit.
Iedereen kan in aanmerking komen voor een bijdrage uit LIFE+. Het programma gaat uit van co-financiering; van de betrokken partijen wordt verwacht dat ze zelf 50% bijdragen (in uitzonderingsgevallen kan de eigen bijdrage lager of nihil zijn). Soms zijn LIFE+-projecten een verlengstuk van het Zevende Kaderprogramma.
Op 15 mei 2009 is de laatste 'call for proposals' gepubliceerd. In deze call worden onder andere de uitgangspunten en randvoorwaarden voor projectvoorstellen gegeven.

## Historie van LIFE
Vóór LIFE bestonden diverse financieringsprogramma's, waaronder ACE en ACNAT. LIFE is in 1992 begonnen vanuit onder andere het Vijfde Milieuactieprogramma. Tot 2007 besloeg het drie periodes: LIFE I (1992-1995), LIFE II (1996-1999) en LIFE III (2000-2004 en verlenging tot 2006). Vanaf LIFE II bestond LIFE uit drie thematische componenten: LIFE-Environment, LIFE-Nature en LIFE-Third Countries. 
Sinds 1992 is vanuit LIFE ca. €1,35 miljard aan 2750 projecten besteed.

## Afbeeldingen

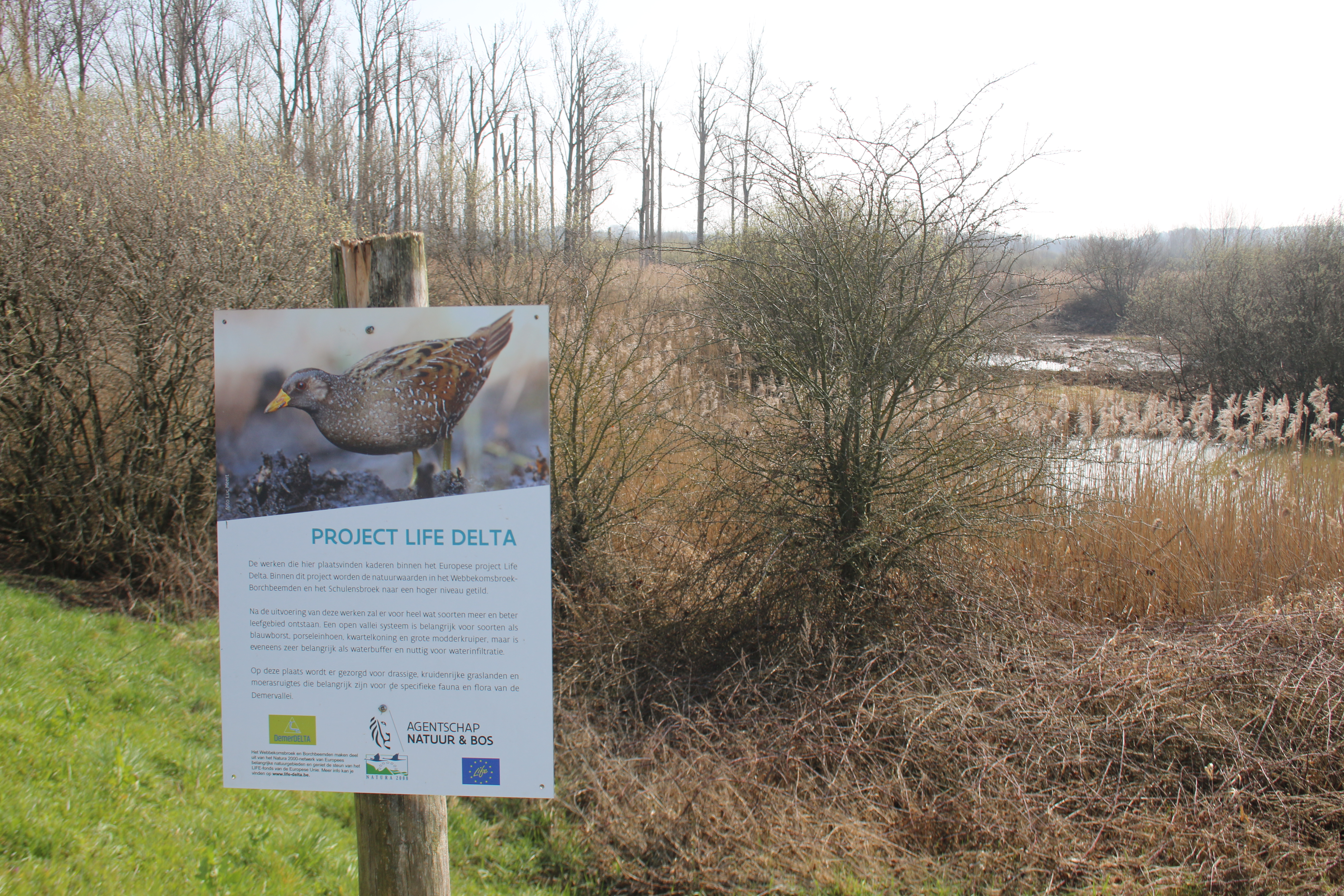
Life-project 'Demerdelta' in het Webbekoms Broek
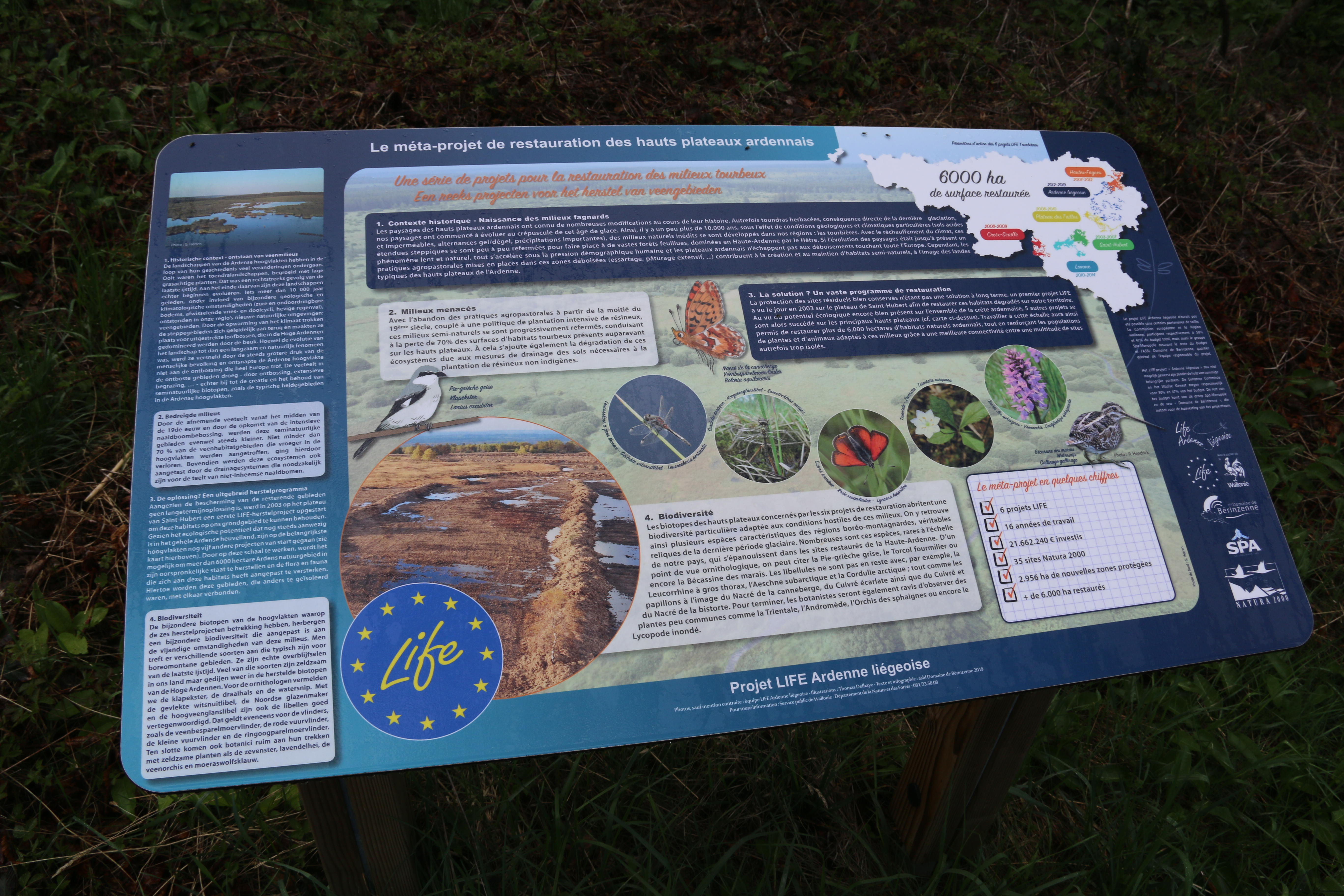
Life-project aan het Veen van Malchamps
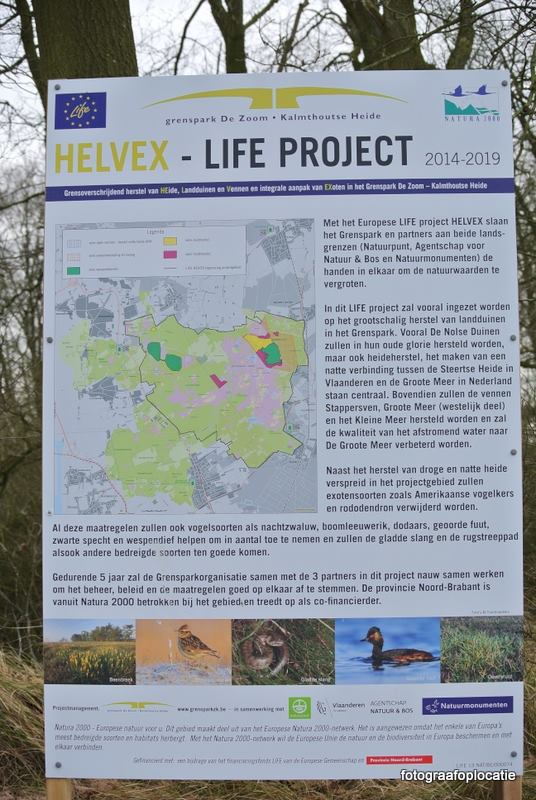
Life-project 'Helvex' op de Kalmthoutse heide
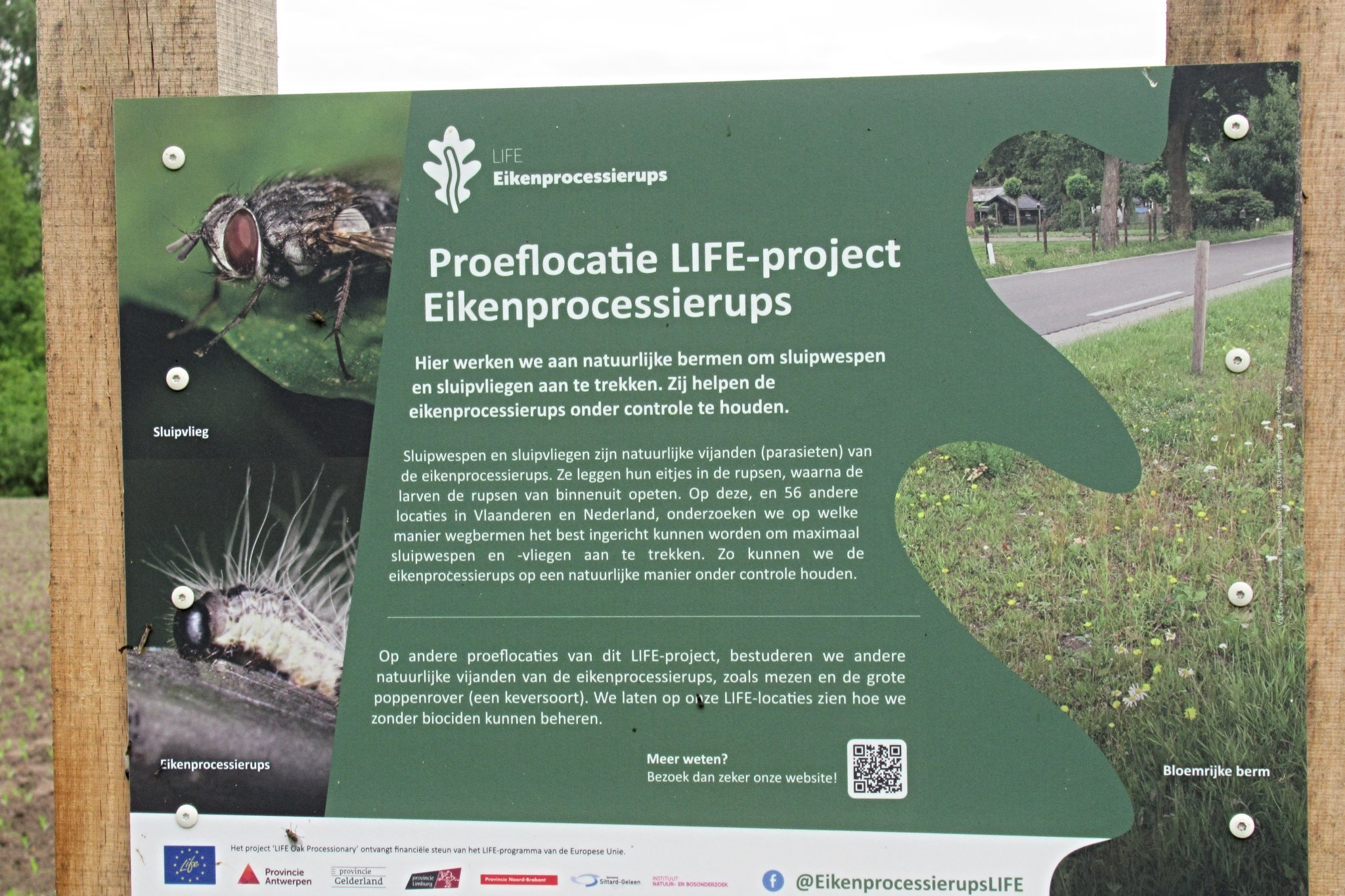
Life-project eikenprocessierups
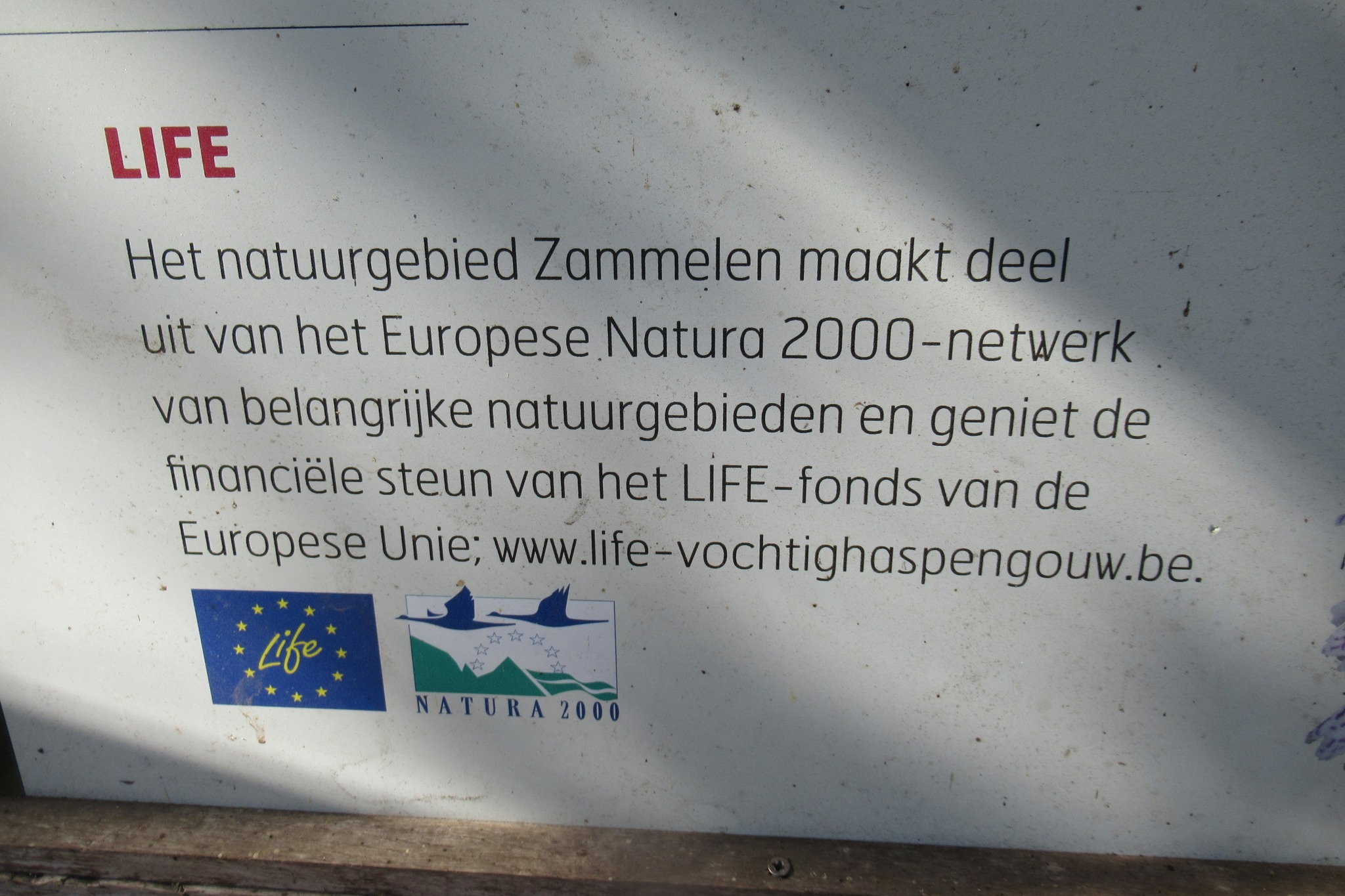
Life-project Vochtig Haspengouw
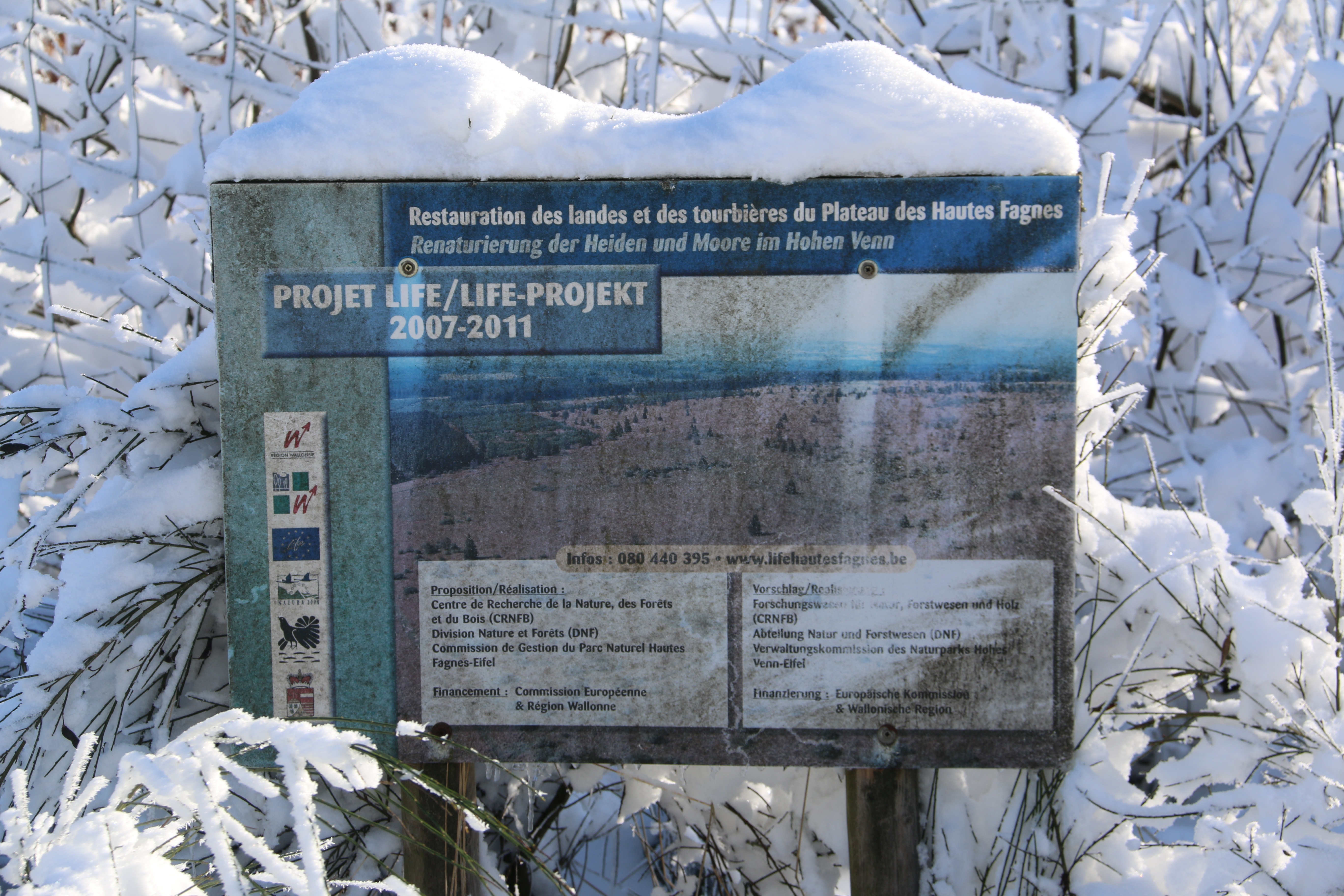
Life-project in de Hoge Venen
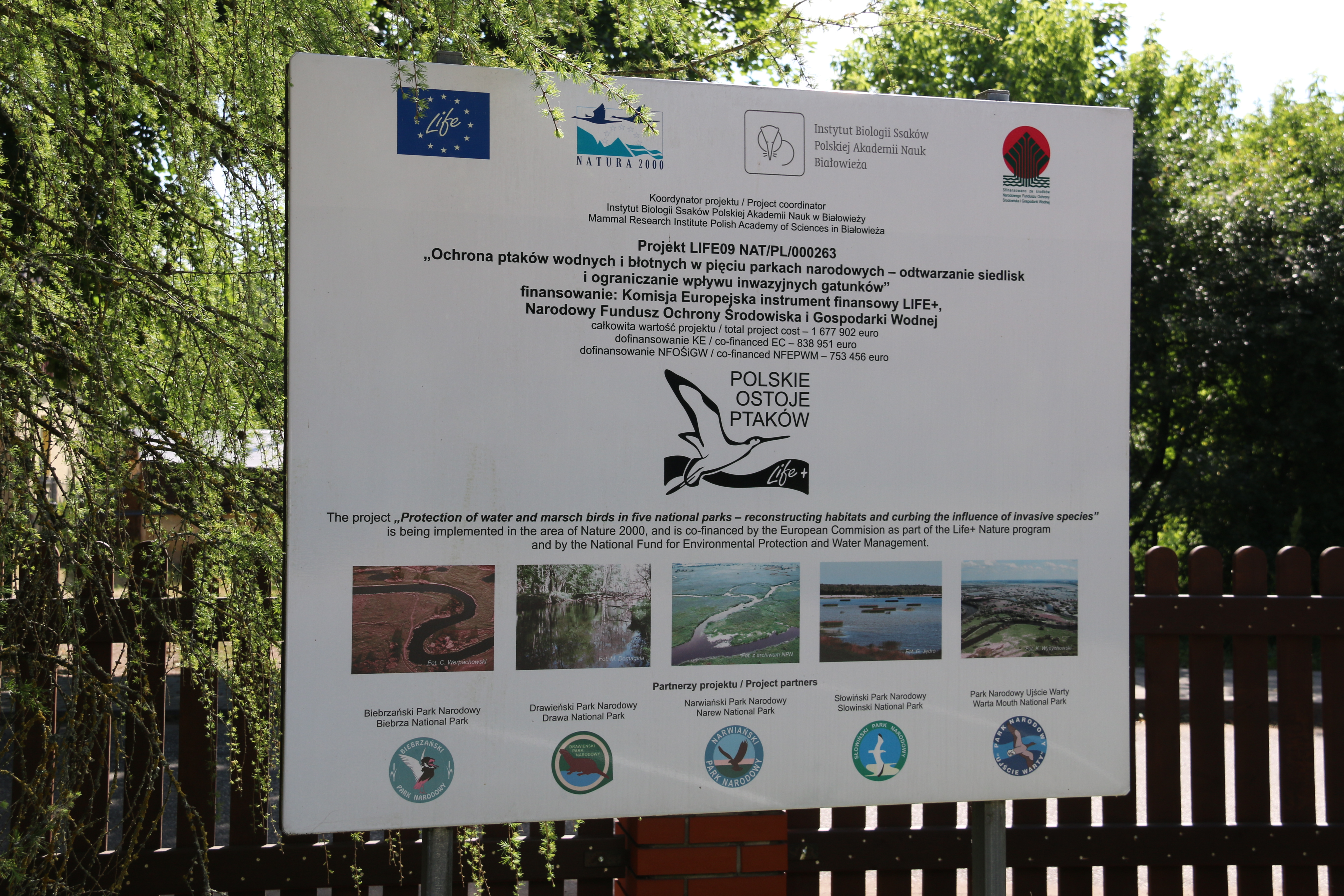
Life-project in Polen
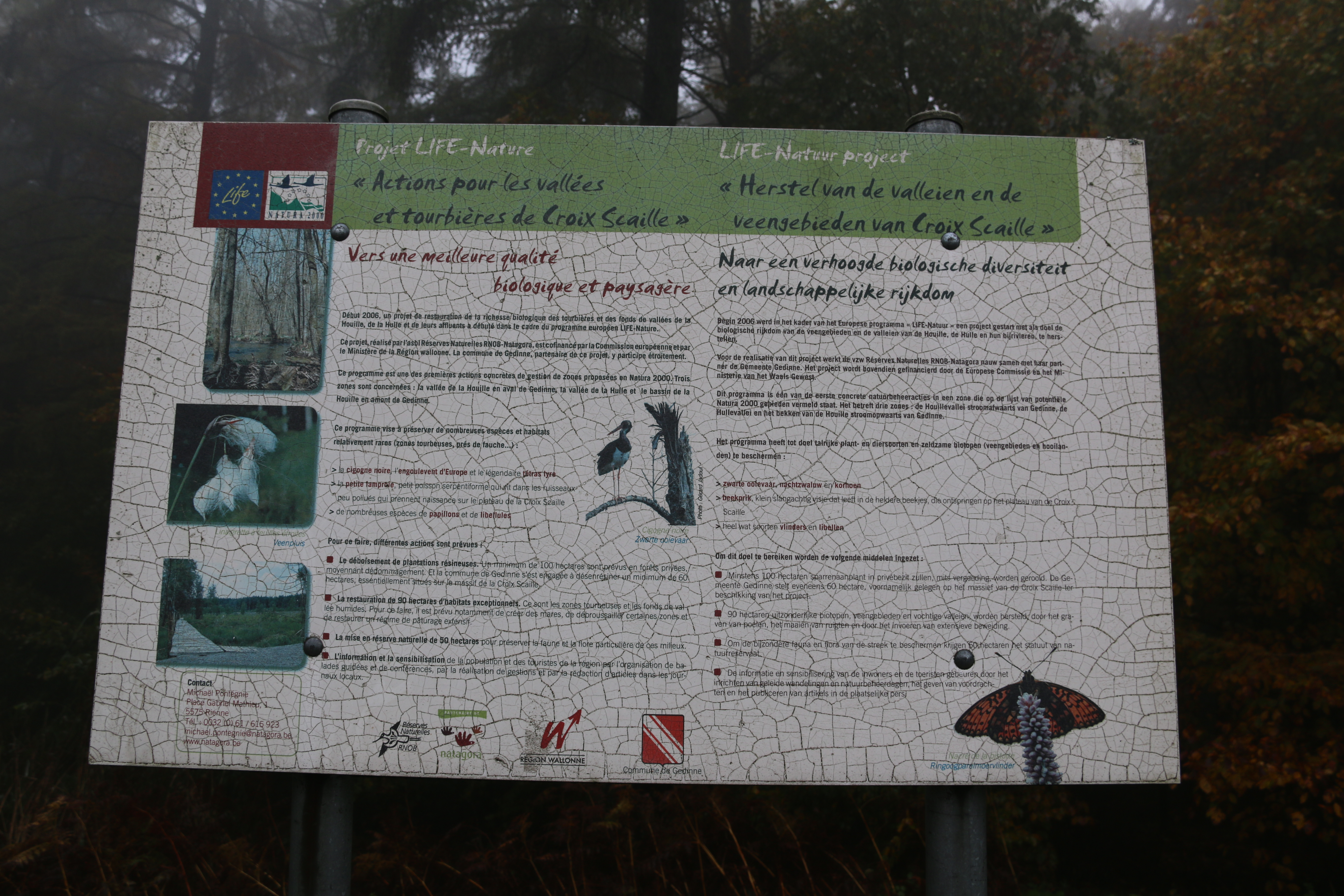
Life-project in Croix-Scaille